# Lysefjorden, Rogaland

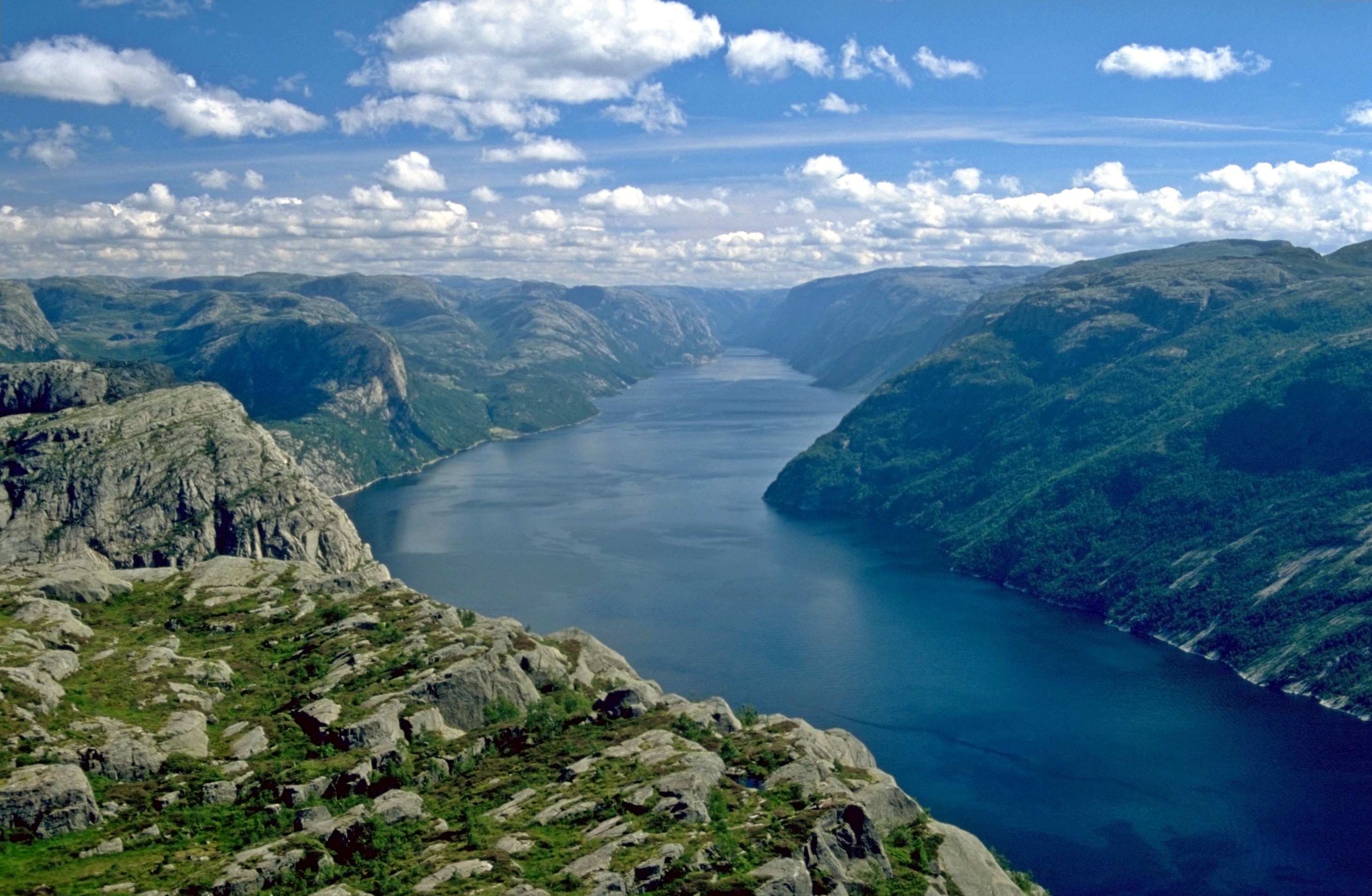
Lysefjorden sedd från Preikestolen.

Lysefjorden är en 35 kilometer lång, trång, av branta fjällsidor omgiven fjord i sydvästra Norge, öster om Stavanger.
Lysefjorden sträcker sig mot östnordöst från Høgsfjorden, Boknafjordens sydöstra gren. Lysevattendraget, som mynnar vid Lysebotn, längst in i Lysefjorden. På södra sidan av Lysefjorden ligger Flørli kraftverk.